# Associação Brasileira de Normas Técnicas
L'Associação Brasileira de Normas Técnicas (ABNT) è un'organizzazione brasiliana per la definizione di standard nata nel 1940. Dal 1992 è l'unico forum nazionale di standardizzazione.

## Storia
È membro fondatore della International Organization for Standardization (ISO) e membro dell'International Electrotechnical Commission (IEC), della Global Ecolabelling Network (GEN). Ha collaborato con la Pan-American Standards Commission (COPANT) e con la MERCOSUL Association for Standardization (AMN).
Gli standard brasiliani hanno la sigla NBR.